# O. T. Fagbenle

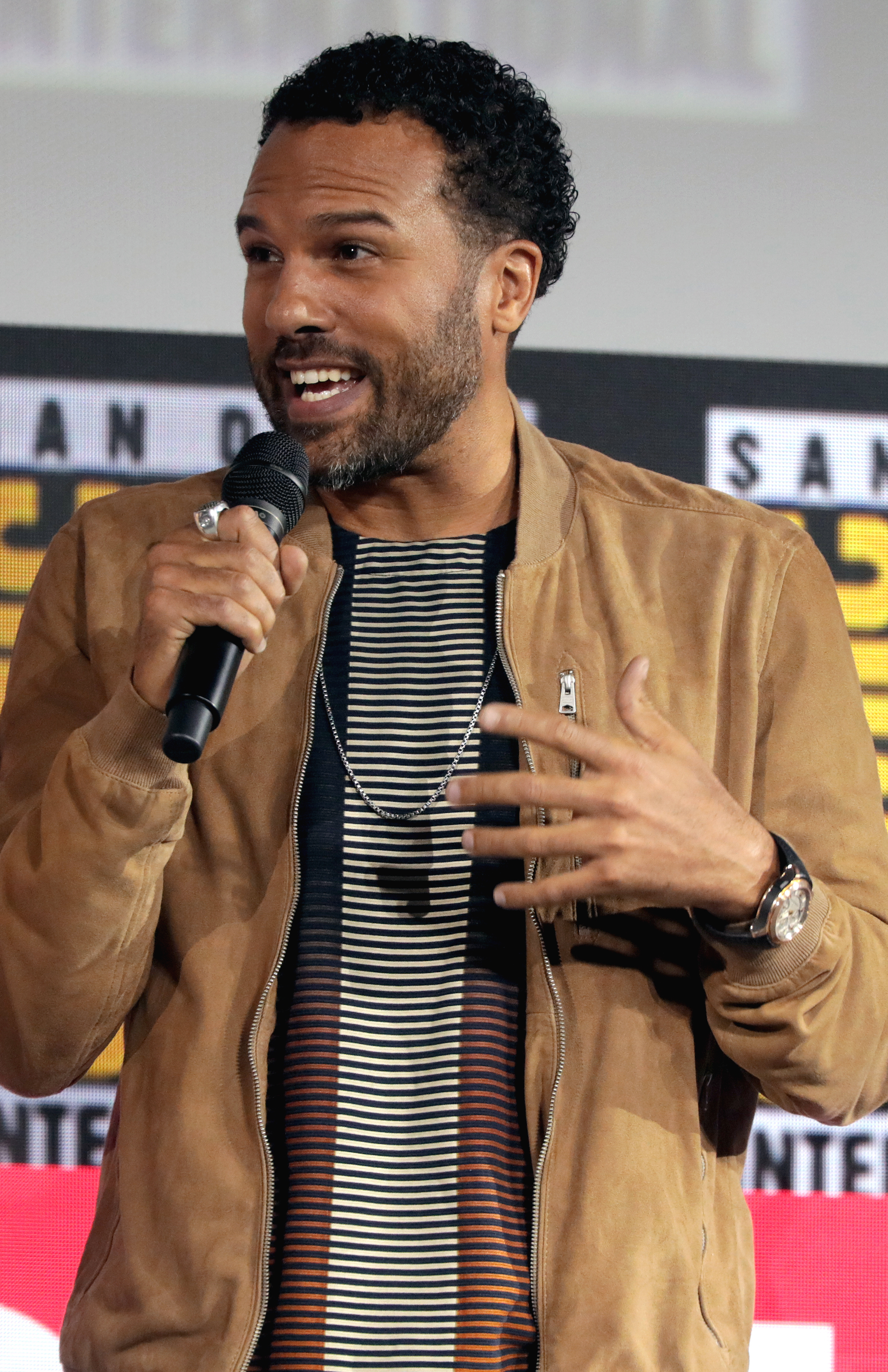
Fagbenle 2019 auf der San Diego Comic-Con

Olatunde Olateju Olaolorun „O. T.“ Fagbenle, auch unter O-T bekannt, (* 22. Januar 1981 in London) ist ein britischer Schauspieler, Schriftsteller und Regisseur. Er spielte in einer Reihe von Kino-, Theater- und Fernsehproduktionen mit.

## Kindheit, Jugend, Familie
Geboren in London als Sohn eines nigerianischen Vaters aus der Volksgruppe der Yoruba, dem Journalisten Tunde Fagbenle und einer britischen Mutter mit anglo-irischen Wurzeln, Ally Bedford. Als Kind zog er nach Spanien um und begann Altsaxophon zu lernen. Nach weniger als einem Jahr spielte er in der South Coast Jazz Band und trat beim Edinburgh Festival auf. Zurück in England, setzte er seine Musikerkarriere in Big Bands fort, unter anderem mit Auftritten in der Wembley Arena und der Royal Albert Hall.
Sein Name Olatunde bedeutet „Wohlstand kommt wieder“ in Yoruba. Unter seinen jüngeren Brüdern finden sich der Schauspieler und Filmproduzent Luti Fagbenle und der Regisseur und Produzent Daps. Seine Schwester Temi Fagbenle spielte Basketball in der amerikanischen Frauen-Profiliga und nahm an den olympischen Sommerspielen 2012 teil.

## Schauspielkarriere

### Theater
Fagbenle begann im Alter von 14 Jahren Theater zu spielen. Er erhielt die Hauptrolle in einer Adaption von William Shakespeares Macbeth, mit Auftritten an unterschiedlichen internationalen Aufführungsorten und an Londons Bloomsbury Theatre. Er wurde an der Royal Academy of Dramatic Arts ausgebildet und schloss diese Ausbildung vorzeitig ab, um sein Debüt 2001 am Royal Exchange Theatre in Manchester in Les Blancs geben zu können.
Fagbenle setzte seine Karriere mit weiteren Shakespearerollen fort. Er spielte in Romeo und Julia als Mercutio in einer nationalen Tour, die ihren Höhepunkt 2004 auf dem Hong Kong Arts Festival fand. The Evening Telegraph urteilte über sein Schauspiel, „O-T Fagbenle achieves the impossible by almost overshadowing the young lovers with his inspired performance of Mercutio“ („O-T Fagbenle erreicht das Unmögliche, indem er beinahe die beiden jungen Liebenden mit seiner inspirierten Spielweise als Mercutio in den Schatten stellt“).
Bald bekam Fagbenle seine erste Hauptrolle. Hervorragende Rezensionen gingen einem Theaterpreis der Manchester Evening News für den besten Schauspieler in einer Hauptrolle voraus für seine Darstellung eines Mannes, der vorgibt, Sidney Poitiers Sohn zu sein, in John Guares mehrfach ausgezeichnetem Werk Das Leben – Ein Sechserpack (Six Degrees of Separation).
2008 flog Fagbenle mit dem Theaterdirektor Peter Brook nach Paris, um diesen bei der Produktion von Tierno Bokar zu unterstützen.
Fagbenle spielte die Rolle des Sporting Life in Sir Trevor Nunns Produktion von Porgy and Bess am Savoy Theatre im Londoner West End. Erneut erhielt Fagbenle hervorragende Kritiken.

### Film
Im Film Breaking and Entering – Einbruch & Diebstahl mit Jude Law und Juliette Binoche trat Fagbenle in einer Nebenrolle auf. Auch in Amy Heckerlings Hauptsache verliebt war Fagbenle in einer Nebenrolle an der Seite von Michelle Pfeiffer zu sehen.
Fagbenle hatte eine Hauptrolle in der Fernsehreihe Thorne, einer Fernsehadaption von Novellen von Mark Billingham unter der Regie von Stephen Hopkins. 2019 berichtete Deadline, dass Fagbenle in dem Marvel-Cinematic-Universe-Film Black Widow mitspielen wird.

### Fernsehen
Einem breiten Publikum bekannt wurde O-T Fagbenle in der Rolle des Luke Bankole in der vielfach ausgezeichneten Serie The Handmaid’s Tale. Für seine Arbeit dort wurde er mehrfach von der Screen Actors Guild nominiert.
Außerdem spielte er in einer Sitcom der BBC mit dem Titel Grownups und in der britischen Fernsehserie Agatha Christie’s Marple. In dem Doctor-Who-Zweiteiler Tödliche Stille und Wald der Toten spielte er den „Anderen Dave“. Er trat in Little Miss Jocelyn als Mrs Omwokwopopos toter (zweiter) Ehemann auf. Im dokumentarischen BBC-Drama Walter’s War spielte Fagbenle den Offizier Walter Tull. Für diese Darstellung des ersten „Mischlings“, der Offizier der British Army wurde, erhielt Fagbenle international hervorragende Kritiken.
Im Jahr 2009 spielte Fagbenle die Rolle des Topher Kiefer in der ITV-Serie FM.
Im Januar 2010 übernahm er eine Hauptrolle als Chris in der BBC-One-Show Material Girl, mit Dervla Kirwan und Lenora Crichlow. Nach diesem Engagement wurde er 2011 Teil der Besetzung der amerikanischen romantischen Komödie Double Wedding. Außerdem spielte er 2011 den Mark Lightfoot in der sechsten Folge der ersten Staffel von Death in Paradise.
2012 übernahm Fagbenle nach einer Auszeit, in der er sich dem Theater und Projekten als Autor gewidmet hatte, eine Hauptrolle in der BBC-Komödie Quick Cuts an der Seite der Schauspielerin Doon Mackichan. 2014 spielte er in der ersten Staffel des HBO-Dramas Looking. Dort stellt er Frank, einen romantischen Musiker aus Ohio dar, der Probleme mit seinem Lebensgefährten hat.
Ebenfalls 2014 engagierte ihn die BBC für die Hauptrolle in dem Krimidrama The Interceptor. Die Aufnahmen begannen im April 2014 in London. 2015 wurde er aufgrund dieser schauspielerischen Leistung für die MViSA Awards als bester männlicher Schauspieler nominiert und auch ausgezeichnet.
Nach der zweiten Staffel von Looking, konnte er für eine Hauptrolle in Harlan Cobens Dramaserie The Five gewonnen werden.
Am 14. November 2016 erschien er in einer BBC2-Adaptation von Zadie Smiths Novelle NW. 2017 erhielt er die Rolle des Luke in Hulus Fernsehadaption des dystopischen Romans Der Report der Magd von Margaret Atwood.

## Radio
Für mehrere Monate übernahm er 2004 die Rolle des Kwame in der BBC World Service Hörspielseifenoper Westway.
Immer wieder trat er für die BBC auf, darunter in einer Hauptrolle in Das Leben – Ein Sechserpack, als Marvin Gaye in einer Biografie über den Soul- und R&B-Sänger, sowie in zwei Rollen in der BBC-Radio-Adaptation von Die Farbe Lila, die 2009 Silber bei den Sony Radio Academy Awards in der Sparte Drama gewannen.

## Autor und Regisseur
2018 erhielt O-T von Channel 4 den Auftrag, in der Sitcom Maxxx als Drehbuchautor, Regisseur und Darsteller zu fungieren.
2015 kam sein Debütfilm, der Kurzfilm Moth, heraus, der u. a. am Los Angeles Screamfest Film Festival, dem New York City Horror Film Festival und dem Austin Film Festival vorgestellt wurde.
Außerdem schrieb er das Drehbuch und führte Regie für einen Teaser von Big Bad Blood, eine Teenagerserienkomödie.

## Musik
Zusammen mit einem Hauptdarsteller komponierte Fagbenle die Musik und schrieb die Texte für mehrere Songs für das NBC-Drama Quarterlife, das von Marshall Herskovitz und dem Oscar-Preisträger Ed Zwick kreiert wurde. 2011 war Fagbenle Co-Autor des Songs „Storm“ für den Grammy-nominierten Künstler Tyga auf seinen Black Thoughts Vol. 2 Mixtape und erhielt über 8 Millionen Hits auf worldstarhiphop.com. Das Lied enthält Sänger Stefano Moses, einen langjährigen musikalischen Weggefährten von Fagbenle.

## Filmografie (Auswahl)
- 2002: 420 Seconds of Love (Kurzfilm)
- 2002: EastEnders (Fernsehserie, 2 Folgen)
- 2004: Casualty (Fernsehserie, Folge „Lock Down“)
- 2004: As If (Fernsehserie, 7 Folgen)
- 2004: Hollyoaks (Fernsehserie, eine Folge)
- 2006: Breaking and Entering – Einbruch & Diebstahl (Breaking and Entering)
- 2006: Poppies
- 2006: Killing Me Softly (Kurzfilm)
- 2005: Doctors (Fernsehserie, Folge „Between the Lines“)
- 2006: Agatha Christie’s Marple (Fernsehreihe, Folge „Lauter reizende alte Damen“)
- 2006: Grownups (Fernsehserie, 8 Folgen)
- 2006–2008: Little Miss Jocelyn (Fernsehserie, 4 Folgen)
- 2007: Weekends in Brooklyn (Kurzfilm)
- 2007: Hauptsache verliebt (I Could Never Be Your Woman)
- 2007: The Last Detective (Fernsehserie, Folge „Once Upon a Time on the Westway“)
- 2008: Radio Cape Cod
- 2008: Quarterlife (Fernsehserie, 4 Folgen)
- 2008: Dirt (Fernsehserie, Folge „Ties That (Don’t) Bind“)
- 2008: Doctor Who (Fernsehserie, 2 Folgen)
- 2008: My Boys (Fernsehserie, Folge „The Shirt Contest“)
- 2008: Consuming Passion (Fernsehfilm)
- 2008: Walter’s War (Fernsehfilm)
- 2009: All My Dreams on VHS (Kurzfilm)
- 2009: FM (Fernsehserie, 6 Folgen)
- 2009: Monday Monday (Fernsehserie, eine Folge)
- 2009: Brothers (Fernsehserie, Folge „Snoop Returns“)
- 2010: The Reeds
- 2010: Material Girl (Fernsehserie, 6 Folgen)
- 2010: Double Wedding (Fernsehfilm)
- 2010: Der Kuss des Sandmanns (Thorne: Sleepyhead, Fernsehfilm)
- 2010: Die Tränen des Mörders (Thorne: Scaredycat, Fernsehfilm)
- 2011: Happy Endings (Fernsehserie, Folge „The Girl with the David Tattoo“)
- 2011: Death in Paradise (Fernsehserie, Folge „An Unhelpful Aid“)
- 2012: Omar (Kurzfilm)
- 2012: Secrets and Words (Fernsehserie, Folge „A Study in Time“)
- 2013: Quick Cuts (Fernsehserie, 3 Folgen)
- 2013: Pat & Cabbage (Fernsehserie, eine Folge)
- 2014: Non-Stop (Stimme von Jack Rabbitte)
- 2014–2015: Looking (Fernsehserie, 8 Folgen)
- 2015: The Interceptor (Fernsehserie, 8 Folgen)
- 2016: The Five (Miniserie, 10 Folgen)
- 2016: NW (Fernsehfilm)
- 2017: Maxxx (Fernsehserie, 6 Folgen)
- 2017–2025: The Handmaid’s Tale – Der Report der Magd (The Handmaid’s Tale, Fernsehserie)
- 2021: Black Widow
- 2023: Secret Invasion (Fernsehserie, Folge 1x05)
- 2024: Aus Mangel an Beweisen (Presumed Innocent, Miniserie)

## Videospiele
- 2013: Assassin’s Creed IV: Black Flag (Stimme von „'Calico’ Jack Rackham“)

## Auszeichnungen und Nominierungen
- 2019 wurde Fagbenle für seine Rolle in The Handmaid’s Tale mit dem SAG Award nominiert.[34]
- 2018 erhielt Fagbenle für The Handmaid’s Tale den Award International BAFTA Award.[35]
- 2016 führte O-T Fagbenle seine Rolle zu einem Olivier Award – der prestigeträchtigsten Auszeichnung im britischen Theater – mit seiner Darstellung von Levee in Ma Raineys Black Bottom am Royal National Theatre.[36]
- bester Schauspieler in einer Hauptrolle am M.E.N. Auszeichnungen für seine Leistung in Six Degrees of Separation.[37]
- Bei den 13. African Film Awards erhielt er einen Outstanding Achievement Award.[38]
- 2012 wurde Fagbenle bei den Off West End Awards für seine ‘charismatische’ Darstellung des Slupianek in The Conquest of the South Pole als bester männlicher Darsteller nominiert.
- 2015 wurde Fagbenle von den Screen Nation Awards für seine Leistung als Frank in HBOs Looking als „Bester männlicher Darsteller im Fernsehen“ nominiert.[39]
- 2015 MViSA Awards, bester männlicher Schauspieler in The Interceptor[27]